# Horní Huť (Rybník nad Radbuzou)
Horní Huť (deutsch Oberhütten) ist eine Wüstung in der Gemeinde Rybník nad Radbuzou (deutsch Waier) im westböhmischen Okres Domažlice in Tschechien.

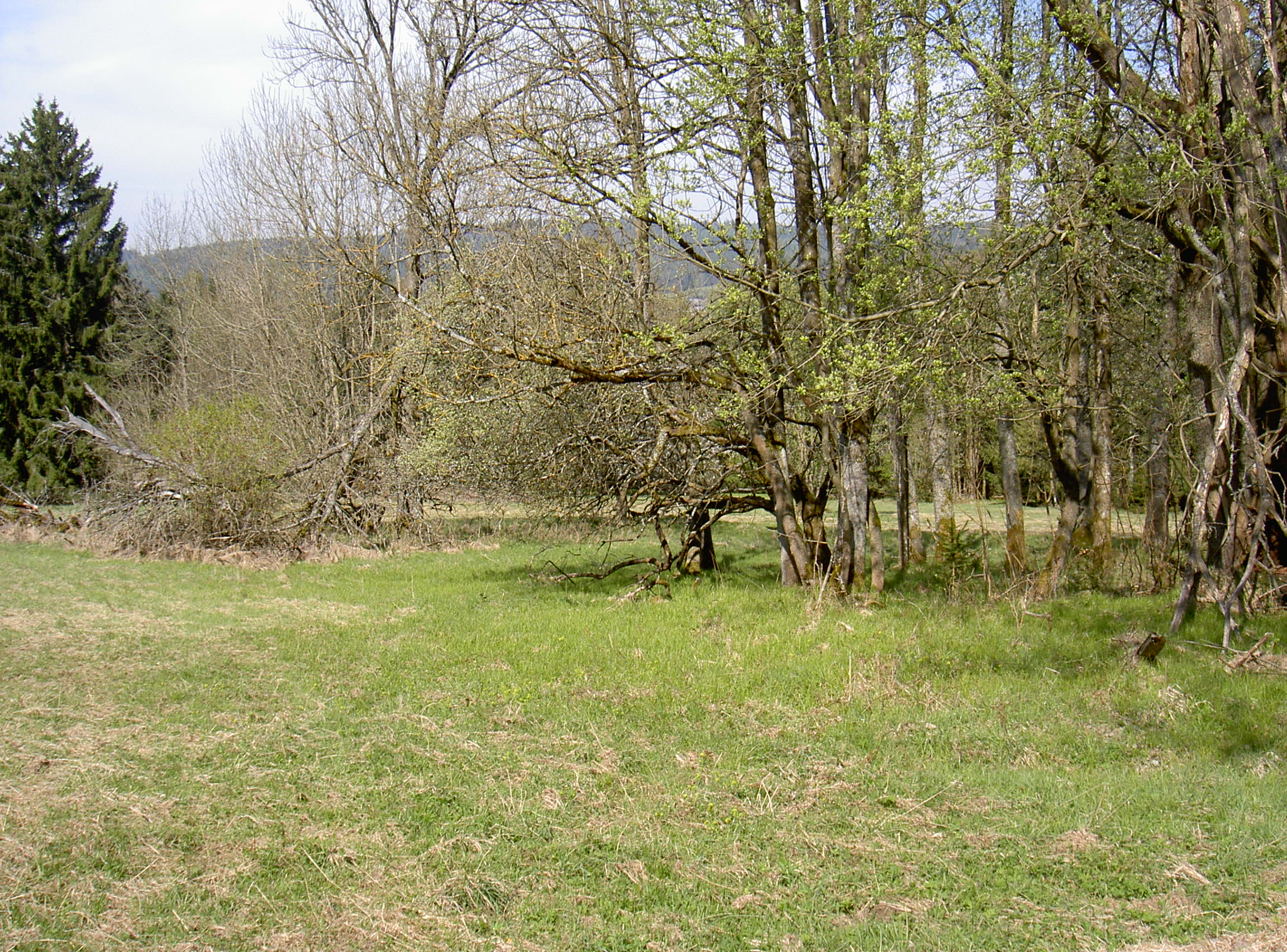
Horní Huť – Oberhütten

## Geographie
Während das später gegründete Unterhütten (Dolní Huť) direkt an der bayerischen Grenze auf dem Ostufer der Bayerischen Schwarzach gegenüber der heute noch bestehenden Einöde Neumühle lag, befand sich Oberhütten etwa 1 km weiter südöstlich den Hang hinauf.
Oberhütten lag 10 km südwestlich von Muttersdorf, 4 km südwestlich von Waier und 2 km südöstlich von Schwarzach.
1 km südwestlich von Oberhütten mündet der Graubach in die Bayerische Schwarzach.

## Geschichte
Oberhütten wurde 1618 erstmals schriftlich erwähnt im Zusammenhang mit dem Bau einer Glashütte.
Diese Glashütte wurde vom Hüttenmeister Sebastian Reger erbaut auf Anweisung von Herrn Fux von Walburg auf Schneeberg.
Gegen den Bau dieser Glashütte protestierte der Herr von Wiedersperg auf Muttersdorf, weil die Glashütte auf seinem Grund stand.
Diese Glashütte wurde neben Oberhütten auch Hiten Schwarza, Pöheimische Hütte Schwarzach, Hütte Schwarzach, Hütte Schwarzach auf der Böhmischen Seite, Altglashütte, Wiedersperger Hütte, Wittersberger Glashütten, Oberglashütte, Obere Alte Glashütte genannt.
Angestellte und Arbeiter auf dieser Hütte waren:
- 1662 und 1664 Andreas Göhl, Hüttenmeister
- 1671 die Glasmacher Andreas, Hans, Georg und Ulrich Nachtmann, Paa und Meindl.
- 1696 Hans Georg Nachtmann, Hüttenmeister, Hans Georg Müller, Glasknecht
- 1698 Christian Nachtmann, Sohn des Georg Nachtmann, Hüttenmeister, Hans Christian Nachtmann, Glasknecht, Pomeyer, Einbinderin
- 1703 Christoph Gleißner aus Grafenried, Glasmacher
- 1716–1734 Hans Georg Müller, Hüttenmeister
- 1731 Reichenberger, Glasmacher
- 1735 die Glasmacher Christoph Müller, Lindmaier, Schwingl, Erl, Hirsch
- 1735–1736 Georg Wild aus Eisendorf, Hüttenmeister
- 1740 die Glasmacher Widl, Rückauer, Kopp, Werner und Johann Mages
- 1738–1743 Christoph Müller, Sohn von Hans Georg Müller, Hüttenmeister
- 1767 Johann Mages, Spiegelmacher
- 1775 die Spiegelmacher Andreas Krämer und Elias Müller
- 1776 Josef Müller, Spiegelmacher[2]

1738 gaben die Wiedersperger Brüder Johann Friedrich und Christof Wenzl Baustellen in der Umgebung der Glashütte ab.
So entstand das Dorf Oberhütten.
Es gehörte zu Steinlohe, welches bis 1766 zu Böhmen gehörte.
Bis 1851 mussten die Anwohner Frondienste leisten, und zwar jährlich die Bauern 48 Tage, die Häusler 24 Tage, die Tripfhäusler 12 Tage und die Inwohner 4 Tage.
Der Zehent ging an den Pfarrer.
Oberhütten hatte zusammen mit Paadorf 1785 93 Einwohner, 1788 14 Häuser, 1839 200 Einwohner und 19 Häuser, 1910 329 Einwohner und 36 Häuser, 1930 414 Einwohner und 59 Häuser.
Die bis in die 1860er Jahre übliche Tracht waren für die Männer gelblederne Kniehosen, Wadenstrümpfe und Schnallenschuhe.
Später trugen die Männer ganzlederne Hosen und lange Mäntel.
Oberhütten gehörte zunächst zur Pfarrei Muttersdorf, später nach Waier.
Die Kinder gingen nach Unterhütten zur Schule.